# SIC (Zeitschrift)
[SIC], Untertitel Zeitschrift für Literatur, ist ein in unregelmäßigen Abständen erscheinendes deutschsprachiges Literaturmagazin, das vom [SIC]-Literaturverlag herausgegeben wird.
Die Zeitschrift wurde 2005 von Christoph Wenzel, Daniel Ketteler und Gilbert Dietrich gegründet. Ein besonderer Schwerpunkt wird der zur Zeit der Gründung in Literaturzeitschriften eher unterrepräsentierten literarischen Form der Lyrik eingeräumt.
Neben Texten junger Autoren veröffentlichte die Zeitschrift  Gedichte oder Prosa von Marc Degens, Aris Fioretos, Dieter M. Gräf, Durs Grünbein, René Hamann, Norbert Hummelt, Adrian Kasnitz, Georg Klein, Günter Kunert, Mascha Kurtz, Stan Lafleur, Christoph Leisten, Jürgen Nendza, José F. A. Oliver, Jürgen Ploog, Joachim Sartorius, Norbert W. Schlinkert, Achim Wagner, Jan Wagner, Jan Skudlarek und Ron Winkler. [SIC] veranstaltet zudem Lesungen und bietet  jungen Schriftstellern ein Forum.
Den Namen der Zeitschrift, der sich auf die gebräuchliche redaktionelle Anmerkung oder Hervorhebung "sic" in Texten bezieht, erläutern die Herausgeber so: "[SIC] will heißen, es steht wirklich so da! Du hast dich nicht verlesen!"
[SIC] gehört zum Zusammenschluss ausdrücklich "junger" Literaturmagazine, die sich,  gefördert durch den Deutschen Literaturfonds, seit 2007 gemeinsam präsentieren.

## Zitate über [SIC]
„Erzählt und gedichtet wird überwiegend aus einer recht ungebrochenen Jungmännerperspektive, die viel Wert auf Bedeutsamkeit legt und dadurch mitunter den Eindruck erweckt, sich nach den großen Feuilletons zu sehnen. Besonders radikal oder gar verstörend ist das nicht und will es wohl auch nicht sein. Aber damit eben auch nicht schlechter als das, was derzeit sonst so gemocht wird.“